# 弗龙讷
弗龙讷（挪威語：Frogner）是挪威首都奧斯陸的一個區，位於奧斯陸西部，是奧斯陸的一個高級住宅區和商業區。弗龙讷在挪威文化中擁有重要地位，類似騎士橋在倫敦和英國的地位。弗龙讷的不動產價格也是挪威最高。